# Adrián Mora Barraza
Adrián Mora Barraza (Hidalgo del Parral, Chihuahua, México, 15 de agosto de 1997) es un futbolista mexicano, juega como Defensa central y su actual equipo es el Atlas F. C. de la Primera División de México.

## Trayectoria

### FC Juárez
El 14 de junio de 2021 se hace oficial su llegada al FC Juárez.

### Atlas FC
El 28 de mayo de 2024 se hace oficial su préstamo por un año con opción a compra al Atlas FC.

## Selección nacional

### Categorías inferiores
Fue convocado para el Torneo Esperanzas de Toulon de 2019 por Jaime Lozano. El 6 de julio de 2021 es incluido en la convocatoria de Jaime Lozano para disputar el Torneo de Fútbol Masculino de los Juegos Olímpicos de Tokio 2020.

### Participaciones en fases finales
| Torneo                              | Categoría | Sede    | Resultado    | Partidos | Goles |
| ----------------------------------- | --------- | ------- | ------------ | -------- | ----- |
| Torneo Esperanzas de Toulon de 2019 | Sub-23    | Francia | Tercer lugar | 2        | 0     |
| Juegos Olímpicos de 2020            | Sub-23    | Japón   | Bronce       | 2        | 0     |

## Estadísticas

### Clubes
Actualizado al último partido jugado el 7 de abril de 2024.
| Club                                                                                      | Div.                | Temporada           | Liga  | Liga  | Copas nacionales(1) | Copas nacionales(1) | Copas internacionales(2) | Copas internacionales(2) | Total | Total | Media goleadora(3) |
| Club                                                                                      | Div.                | Temporada           | Part. | Goles | Part.               | Goles               | Part.                    | Goles                    | Part. | Goles | Media goleadora(3) |
| ----------------------------------------------------------------------------------------- | ------------------- | ------------------- | ----- | ----- | ------------------- | ------------------- | ------------------------ | ------------------------ | ----- | ----- | ------------------ |
| Toluca · México                                                                           | 1.ª                 | 2018                | 0     | 0     | 2                   | 0                   | -                        | -                        | 2     | 0     | 0.00               |
| Toluca · México                                                                           | 1.ª                 | 2018-19             | 16    | 2     | 1                   | 1                   | 1                        | 0                        | 18    | 3     | 0.16               |
| Toluca · México                                                                           | 1.ª                 | 2019-20             | 17    | 0     | 3                   | 0                   | -                        | -                        | 20    | 0     | 0.00               |
| Toluca · México                                                                           | 1.ª                 | 2020                | 15    | 0     | -                   | -                   | -                        | -                        | 15    | 0     | 0.00               |
| Toluca · México                                                                           | 1.ª                 | 2023-24             | 6     | 0     | -                   | -                   | 1                        | 0                        | 7     | 0     | 0.00               |
| Toluca · México                                                                           | Total               | Total               | 54    | 2     | 6                   | 1                   | 2                        | 0                        | 62    | 3     | 0.09               |
| C. F. Monterrey · México                                                                  | 1.ª                 | 2021                | 1     | 0     | -                   | -                   | 2                        | 0                        | 3     | 0     | 0.00               |
| C. F. Monterrey · México                                                                  | Total               | Total               | 1     | 0     | 0                   | 0                   | 2                        | 0                        | 3     | 0     | 0.00               |
| F. C. Juárez · México                                                                     | 1.ª                 | 2021-22             | 14    | 0     | -                   | -                   | -                        | -                        | 14    | 0     | 0.00               |
| F. C. Juárez · México                                                                     | 1.ª                 | 2022-23             | 5     | 0     | -                   | -                   | -                        | -                        | 5     | 0     | 0.00               |
| F. C. Juárez · México                                                                     | Total               | Total               | 19    | 0     | 0                   | 0                   | 0                        | 0                        | 19    | 0     | 0.00               |
| Total en su carrera                                                                       | Total en su carrera | Total en su carrera | 74    | 2     | 6                   | 1                   | 4                        | 0                        | 84    | 3     | 0.09               |
| (1) Incluye datos de Copa México (2018-Act.). (3) No incluye goles en partidos amistosos. |                     |                     |       |       |                     |                     |                          |                          |       |       |                    |